# Jordsand

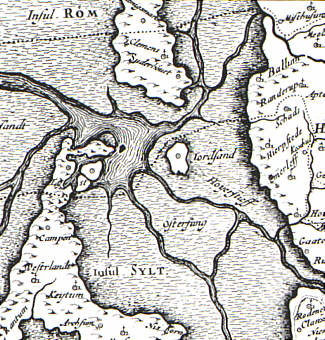
Jordsand op een kaart van 1634.

Jordsand was een Deens hallig (eiland) ten zuiden van Rømø. In 1895 werd de laatste terp verlaten. In de loop van de 20e eeuw begon het meer en meer overspoeld te raken. De laatste resten verdwenen in de winter van 1999/2000 onder water.